# آدولف اوپالکا
آدولف اوپالکا (چکی: Adolf Opálka؛ ‏ ۴ ژانویهٔ ۱۹۱۵ – ۱۸ ژوئن ۱۹۴۲) یک سرباز اهل بوهم و موراویا و در دوران جنگ جهانی دوم عضو گروه مقاومت و خرابکاری پیشتازان بود. وی یکی از کسانی بود که در عملیات انتروپوید مشارکت داشت که به ترور موفق اوبرگروپنفورر راینهارت هایدریش منجر شد. وی پس از این عملیات، تحت تعقیب و محاصرهٔ نیروهای آلمان نازی قرار گرفت و پس از یک درگیری مسلحانه، در کلیسای جامع سیریل و متودی مقدس خودکشی کرد.